# Josef Zlatuschka

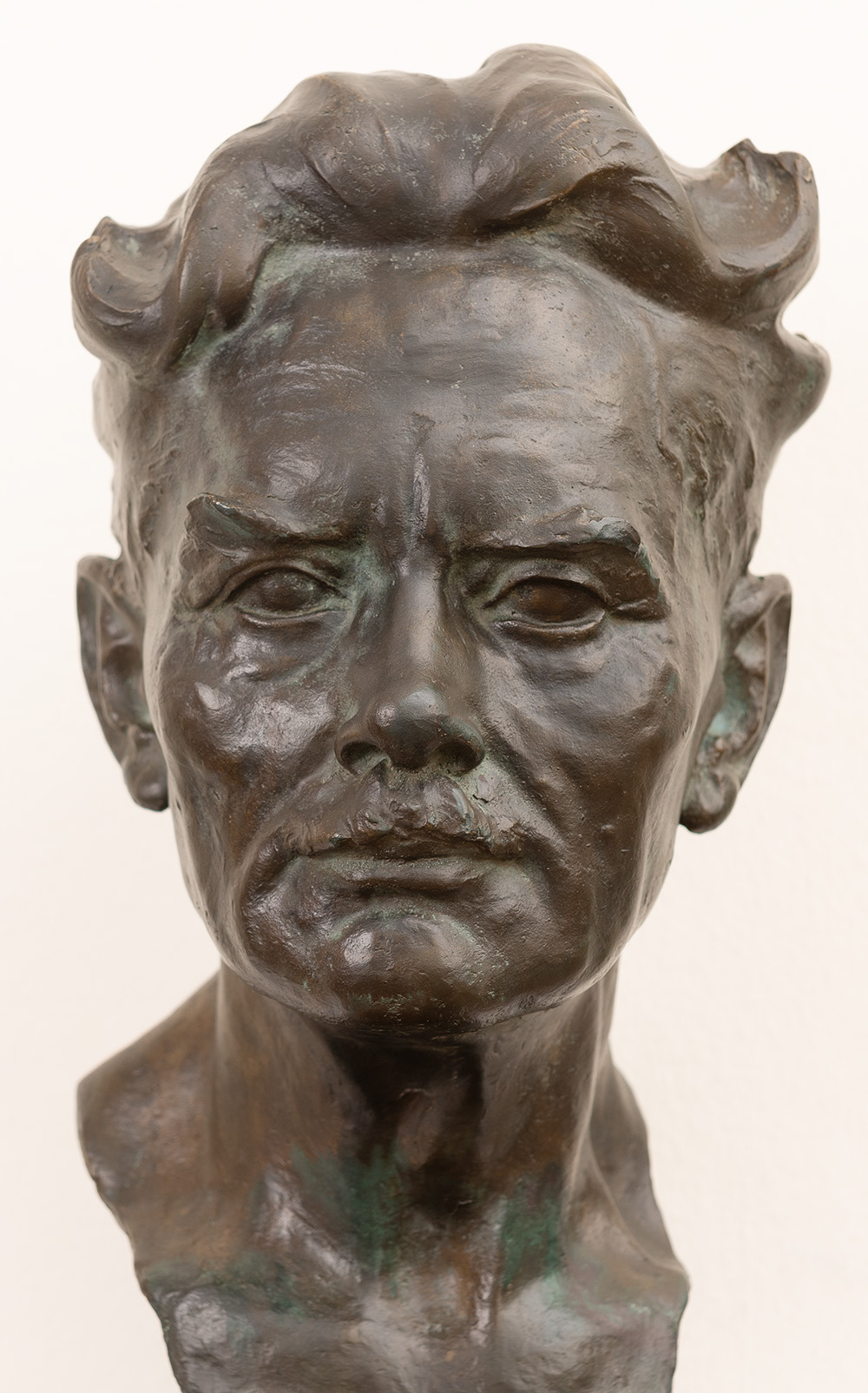
Büste Josef Zlatuschka (Rudolf Stary, 1932)

Josef Zlatuschka (* 10. Februar 1879 in Wien; † 5. August 1954 ebenda) war ein österreichischer Maler und Grafiker.

## Leben
Josef Zlatuschka war Sohn des Drechslergehilfen Matthias Zlatuschka und dessen Frau Anna. Er wuchs mit seinen drei Geschwistern in Ottakring auf, wo er auch die Pflichtschule besuchte. Der Vater arbeitete in einer der 510 damals in diesem Wiener Gemeindebezirk bestehenden Werkstätten für Perlmuttknopf-Erzeugung.
Das Zeichentalent Zlatuschkas fiel schon früh auf. Sein Lehrer förderte und ermunterte ihn zu einer Ausbildung an der Kunsthochschule. Nach der Bürgerschule nahm er deshalb ein Jahr an einer Zeichenschule als Vorbereitung für die Aufnahmeprüfung teil. Aufgrund wirtschaftlicher Schwierigkeiten der Familie und Erkrankung der Mutter an Tuberkulose musste er jedoch so bald wie möglich Geld verdienen und zum Haushaltsbudget beitragen. Er begann die Ausbildung zum Lithographen, im Zuge derer er auch die Kunst der Radierung erlernte. Er war 18 Jahre alt, als er die Lehre beendet hatte und  die Mutter starb.
Im Jahr 1900 wurde er mit 21 Jahren zum Militärdienst berufen, der damals 3 Jahre dauerte. Während dieser Zeit eignete er sich autodidaktisch das Wissen über die Malerei an. Er schrieb und zeichnete Fachbücher über Anatomie, Proportionen und Perspektive ab, lernte Materialkunde und Farbchemie und besuchte Museen und Ausstellungen so oft es ihm nur möglich war.
1902 starb sein Vater; ebenfalls an Tuberkulose. Josef Zlatuschka fiel die Aufgabe zu, die Geschwister weiter zu unterstützen, zumal sein Bruder ebenfalls erkrankt war. Damals arbeitete er bereits selbständig. Er konnte vom Verkauf seiner Bilder leben und arbeitete hauptsächlich in den Techniken Bleistiftzeichnung, Aquarell, Tempera und Öl, aber auch in Radierung, erschuf Flachreliefs und Kleinplastiken. Diese gingen im Zweiten Weltkrieg verloren. Seinen Stil kann man dem Stimmungsimpressionismus zuordnen, dem er jedoch seine eigene persönliche Note gab.
1905 heiratete er und 4 Jahre später kam seine Tochter zur Welt, die jedoch bereits 13-jährig starb.
Im Jahr 1914 war er in Tirol, bevor er nach Auswbruch des Ersten Weltkriegs zum Militär musste. Im Krieg war an der Karpatenfront eingesetzt. Auch während des Krieges zeichnete und malte er bei jeder sich bietenden Gelegenheit. Nach Kriegsende wandte er sich hauptsächlich Wiener Motiven zu, da diese sich leicht verkaufen ließen.
1924 verliebte er sich in eine verheiratete Frau und im Jahr darauf kam seine zweite Tochter zur Welt.
Zlatuschka Lebensmotto lautete, in Abänderung des bekannten benediktinischen Spruches ora et labora („bete und arbeite“), labora est ora („Arbeit ist Gebet“). Er mied die Öffentlichkeit und stellte laufend nur im Albrecht-Dürer-Bund in Wien aus, dessen Mitglied er seit 1911 bis zur Auflösung 1945 war. Dort erhielt er auch verschiedene Auszeichnungen. Danach wechselte er, wie die meisten seiner Malerkollegen, zur Reichskammer der bildenden Künste und stellte dort noch einige Jahre im Wiener Konzerthaus aus.
Aufgrund gesundheitlicher Probleme musste er sich zurückziehen und verstarb 1954 an einer Krebserkrankung.